# Tohatsu
La Tohatsu Corporation è un'azienda giapponese con sede principale a Tokyo.

## Storia
L'azienda fu fondata nel 1922, con il nome Takata Motor Research Institute e produceva automotrici.
Con il passare degli anni la produzione si allargò a piccoli gruppi elettrogeni. Negli anni trenta la compagnia si spostò a Tokyo. Negli anni cinquanta iniziò la produzione di motocicli e una nuova linea di motori con vendite in tutto il Giappone.
Nel 1956 iniziò anche la produzione di motori fuoribordo.

## Produzione

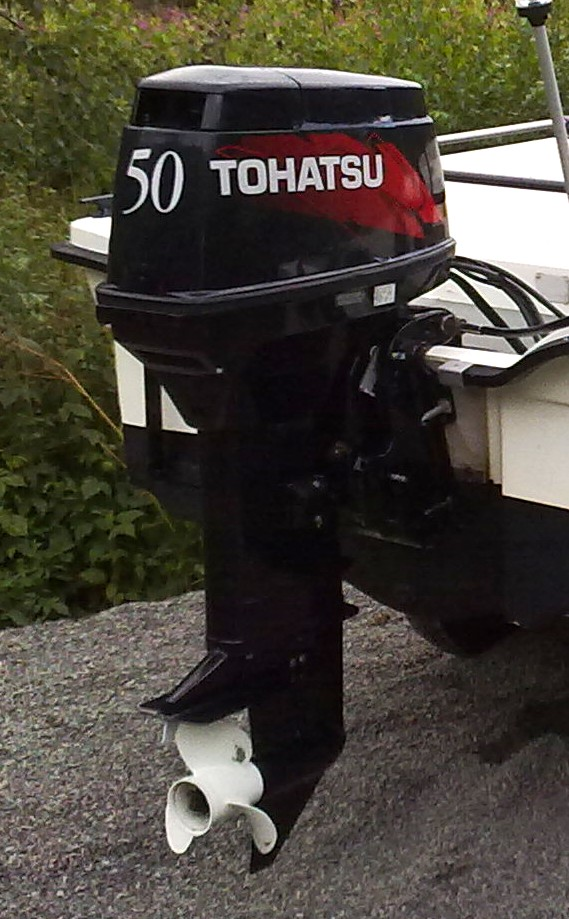
Un fuoribordo Tohatsu

La produzione attuale comprende motori fuoribordo, piccole imbarcazioni, pompe antincendio portatili, piccoli mezzi antincendio, pompe per costruzioni e drenaggi, unità di refrigerazione per trasporti. Un'altra branca si occupa di mercato immobiliare in Giappone.

### Tohatsu Outboards
La Tohatsu inizia la produzione di fuoribordo nel 1956 con il primo motore da 1,5 cv.
Da allora l'azienda giapponese ha sviluppato una variegata offerta per pesca professionale, usi militari, trasporti marini, surf, usi ricreativi e competizioni, diventando il secondo produttore mondiale di fuoribordo.